# 飞仙阁摩崖造像

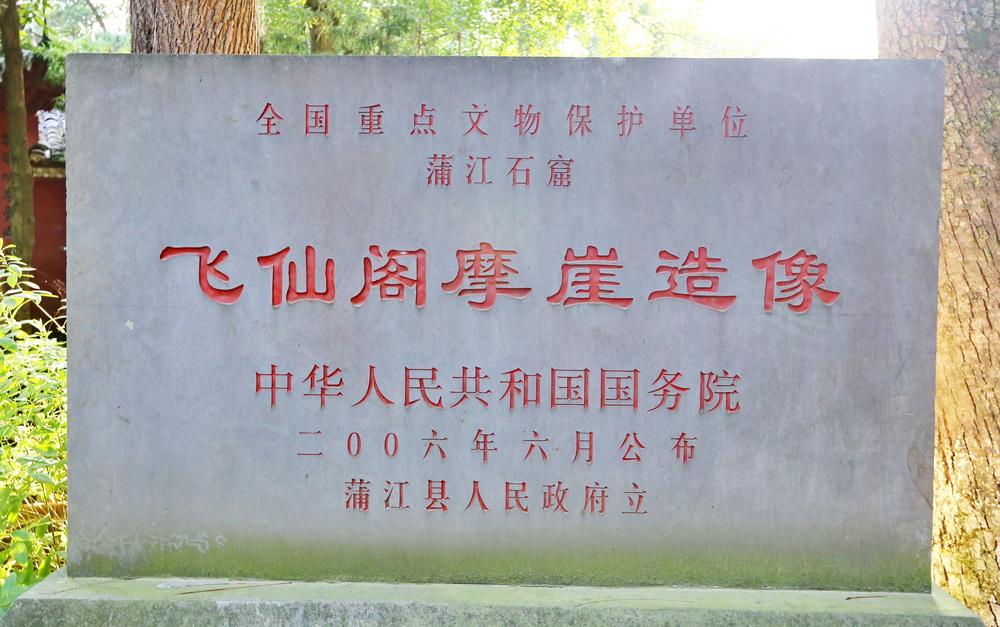
国保碑

飞仙阁摩崖造像，位于中国四川省成都市蒲江县朝阳湖镇仙阁村飞仙阁附近，为蒲江石窟中一处典型的摩崖造像文化遗迹。部分即二郎灘摩崖造像，1991年4月16日公佈為四川省第三批文物保護單位。2006年5月25日列為第六批全國重點文物保護單位。
飞仙阁摩崖造像的年代包括唐代至清代的多个时期，其中最早的佛像始建于武则天永昌元年（689年），此后各龛窟和题记内容包括唐代造像64龛窟491尊、五代造像17龛窟256尊、清代造像11龛窟30尊，还有宋代石刻题记4则、明代石刻题记2则、民国时期石刻题记6则。造像组合有佛教、道教造像，还有佛道合龛等。佛教造像有一佛二菩萨、一佛二弟子二菩萨二供养人等；道教造像有太上老君、十天尊等。 石刻造像雕刻精细、比例匀称，技法有圆雕、高浮雕、浅浮雕和线刻等；佛教造像内容从发饰和衣饰来说均有综合印度式、犍陀罗式和中国本土风格的特点。
位于大佛坪的8号龛内有高6米的唐代弥勒佛，是一尊坐式全身像弥勒佛，为整个区域中最大者。9号龛内有造于武周时期的“西方三圣”以及其他佛教人物造像。2003年飞仙阁摩崖造像9号龛中两尊头像曾发生被盗事件。